# Hypochaeris brasiliensis
Hypochaeris brasiliensis là một loài thực vật có hoa trong họ Cúc. Loài này được (Less.) Hook. & Arn. mô tả khoa học đầu tiên.